# Xã Cowan, Quận Wayne, Missouri
Xã Cowan (tiếng Anh: Cowan Township) là một xã thuộc quận Wayne, tiểu bang Missouri, Hoa Kỳ. Năm 2010, dân số của xã này là 627 người.